# Małgorzata Korzycka-Iwanow
Małgorzata Korzycka-Iwanow – polska prawnik, profesor nauk prawnych, profesor nadzwyczajny Uniwersytetu Warszawskiego, specjalistka w zakresie m.in. prawa rolnego i prawa żywnościowego.

## Życiorys
W 1989 na Wydziale Prawa i Administracji Uniwersytetu Warszawskiego na podstawie dorobku naukowego oraz rozprawy pt. Wyłączne prawo do nowej odmiany rośliny uprawnej uzyskała stopień doktora habilitowanego nauk prawnych w zakresie prawa, specjalność: prawo rolne. W 2013 prezydent RP Bronisław Komorowski nadał jej tytuł naukowy profesora nauk prawnych. Została profesorem nadzwyczajnym Uniwersytetu Warszawskiego. Weszła w skład Komitetu Biotechnologii Polskiej Akademii Nauk.
W l. 1995-96 a także w l. 2005-2006 stypendystka Programu Fulbrighta na Indiana University, Bloomington.